# Paolo Pellegrin
Paolo Pellegrin (Roma, 11 de març de 1964) és un fotoperiodista italià, membre de l'agència Magnum.

## Biografia
Nascut a Roma, va créixer en el si d'una família d'arquitectes. Pellegrin va estudiar arquitectura a la Universitat de Roma La Sapienza, i després de tres anys va decidir deixar el grau i estudiar fotografia a l'Institut Italià de Fotografia de Roma, de 1986 a 1987. Durant aquests anys, es va trobar amb el fotògraf italià Enzo Ragazzini, qui es va convertir en el seu mentor.
Entre 1987 i 1990 va començar a treballar en els seus primers projectes de fotografia a Itàlia, concentrant-se en la immigració, el circ i els sense sostre. També va treballar com a assistent de diversos fotògrafs i càmeres. El 1991, després de completar una tasca per al canal de televisió estatal italià, va comprar un cotxe de segona mà, el va omplir amb les seves còpies i negatius, i es va traslladar a París, on va conèixer Christian Caujolle, que va proposar-lo unir-se a l'Agence Vu, que el va representar durant nou anys.
En 1992 va començar a treballar en projectes personals, en temes com el poble gitano a Itàlia i Bòsnia i va realitzar diversos viatges als Balcans després que Albània obrís les seves fronteres. A través de Christian Caujolle, va conèixer Grazia Neri, que el va representar a Itàlia. Entre 1994 i 1995, va començar a treballar en un projecte sobre els nens a la Bòsnia de la postguerra i va viatjar per Itàlia, Romania, Mèxic, Uganda, Zimbabwe i Kenya per a un projecte sobre la sida. El 1995 va guanyar el seu primer premi World Press Photo pel seu treball sobre la sida a Uganda.
A l'any següent, va ser guardonat amb el Premi Kodak al fotògraf jove/Visa d'Or en el marc del festival de fotografia Visa pour l'Image pel seu reportatge sobre la sida a Uganda i va participar en la World Press Joop Swart Masterclass. El 1997 va publicar el seu primer llibre, Bambini, amb el seu treball sobre els nens a Bòsnia, Uganda i Romania, que va ser guardonat amb el Premi Internacional de Fotoperiodisme de la Ciutat de Gijón pel seu treball sobre els nens de la postguerra de Bòsnia. El 1998 va treballar en un projecte de Metges Sense Fronteres, que es va convertir en un llibre, Cambodia, i una exposició itinerant. Va guanyar un premi World Press Photo pel seu treball a Cambodja. En el mateix any, Kathy Ryan li va encarregar la seva primera tasca per a la revista New York Times Magazine per treballar en les venjances familiars d'Albània amb el periodista Scott Anderson. Aquest encàrrec amb Anderson va marcar l'inici d'una col·laboració de treball de llarg termini que es traduirà en més de deu històries de portada per a la revista.
Entre 1999 i 2000 va viatjar amb freqüència entre Kosovo, Albània, Macedònia i Sèrbia durant la guerra, treballant en un reportatge en profunditat sobre el conflicte i les seves conseqüències. Per la seva cobertura del conflicte de Kosovo, va guanyar un World Press Photo. El 2000 se li va oferir treballar a la revista Newsweek i va ser guardonat amb la Beca de Fotografia de la Fundació Hasselblad pel seu treball en els Balcans. També va publicar el llibre L'au De La Est la, amb el seu treball sobre els nens en la postguerra de Bòsnia.
El 2001 va ser nominat per l'Agència Magnum i va guanyar el premi World Press Photo pel seu treball sobre la lluita contra el terrorisme a Algèria. Durant el mateix any, va guanyar la Medalla Leica a l'Excel·lència pel seu treball en els Balcans. Va començar a viatjar molt, cobrint esdeveniments noticiosos sobretot a l'Orient Mitjà i Àfrica. El 2002 va publicar el llibre Kosovo 1999-2000: The Flight of Reason i va guanyar el premi alemany Hansel Mieth per a una història de Bòsnia. El 2003 va viatjar a cobrir la invasió liderada pels Estats Units a l'Iraq. El 2004 va començar a viatjar a Darfur per cobrir la crisi humanitària i va guanyar el premi Olivier Rebbot, atorgat pel Overseas Press Club dels EUA, per la seva cobertura de Darfur. També va guanyar el premi World Press Photo pel seu reportatge sobre l'enterrament de Iàssir Arafat. Amb Thomas Dworzak, Alex Majoli i Ilkka Uimonen, va crear Off Broadway, un projecte multimèdia de viatges. El 2005 es va convertir en un membre de ple de l'agència Magnum Photos. En el mateix any va cobrir els efectes del tsunami de l'Oceà Índic i l'huracà Katrina i va guanyar dos premis World Press Photo, un per la seva feina en el funeral del Papa Joan Pau II, i un altre per al reportatge a la rereescena de les desfilades de moda a Nova York.
Entre 2005 i 2006 va treballar en un projecte sobre el camp de detenció de Guantánamo i els seus antics detinguts a l'Afganistan, Albània, Alemanya, Kuwait i el Regne Unit. El 2006 va viatjar al Líban per cobrir la guerra, en què va resultar ferit de tir. Va guanyar un premi World Press Photo pel seu treball al Líban i la Beca W. Eugene Smith de fotografia humanista pel seu projecte a llarg termini sobre l'Islam. ln 2007 va ser guardonat amb la Medalla d'Or Robert Capa per l'Overseas Press Club pel seu treball en la guerra al Líban i va guanyar el Premi d'Editors Europeus Leica de fotografia, arran de la publicació en set idiomes del seu As I Was Dying. El 2007 va ser també l'any de la publicació de Double Blind, amb la seva obra sobre la guerra al Líban i amb un text de Scott Anderson. També va guanyar Premi Internacional de Fotoperiodisme de la Ciutat Gijón pel seu treball al Líban. Durant l'any 2008 va viatjar a Síria i Jordània per a una història sobre la diàspora iraquiana i va guanyar el Deutscher Fotobuchpreis 2008 per al llibre As I was Dying i el Premi Internacional de Fotografia The Lucie 2008 en la categoria de llibre. També va treballar per l'especial dels Oscars de New York Times Magazine.
El 2009 va ser guardonat amb la Beca de Fotografia Professional que atorga Getty pel seu treball de la diàspora iraquiana a l'Orient Mitjà i va publicar una monografia de la seva obra a la revista Stern. El 2010 va publicar la cinquena publicació anual de Magnum Photos Fashion Magazine, STORM i el número 130 de la col·lecció Photo Poche. El seu llibre Dies Irae es va publicar el 2011, quan va viatjar a Egipte i Tunísia per cobrir les revolucions del nord d'Àfrica. En un encàrrec per a la revista Zeit, va cobrir la destrucció del terratrèmol i el tsunami del Japó. També va viatjar per carretera des de San Antonio (Texas) a Oakland per al projecte de l'agència Magnum Postcards from America, juntament amb Jim Goldberg, Alec Soth, Mikhael Subotzky i Susan Meiselas.
El 2012 va publicar el llibre de Paolo Pellegrin (Kunstfoyer der Versicherungskammer Bayern) i va guanyar un premi World Press Photo amb el seu reportatge sobre les seqüeles del tsunami al Japó. Per a la revista Zeit, va anar a Guantánamo, un cop més, per documentar la base naval dels Estats Units i de les condicions del centre de detenció sota l'administració Obama. També va treballar a Rochester (Nova York) i Miami per al projecte de Magnum Postcards from America, i sota un encàrrec per a la revista Zeit, va fer un segon viatge a Rochester.
El 2013 va guanyar el seu desè premi World Press Foto amb el seu reportatge sobre Rochester, va ser nomenat Fotògraf de l'Any en la 70a edició dels premis Pictures of the Year International i va obtenir el prestigiós Premi Dr. Erich Salomon. L'any següent, una de les seves fotografies de la banda U2 va ser utilitzada en el fulletó digital que acompanyava l'àlbum Songs of Innocence.

## Exposicions

### Principals exposicions individuals
- 1993 - The Homeless. Visa pour l'Image, Perpinyà.
- 1996 - AIDS in Uganda. Visa pour l'Image, Perpinyà.
- 1997 - Emergency. Galleria Grazia Neri, Milà.
- 1997 - AIDS in Uganda. EFTI, Centro de Imagen, Madrid.
- 1997 - Bosnia. Palazzo Renzo, Bolonya.
- 1998 - Cambodia. Galleria Sozzani, Milà.
- 1999 - Cambodia. Visa pour l'Image, Perpinyà.
- 1999 - Bosnia. The Heritage of War. Chiesa di Santa Monaca, Florència.
- 1999 - Cambogia. Convento S Chiara, Nàpols, Itàlia.
- 2000 - Kukes. War in Kosovo, Swedish Parliament, Estocolm, Suècia.
- 2001 - Kosovo 1999-2000. Parson School of Design, Ciutat de Nova York, EUA.
- 2001 - Paolo Pellegrin. Leica Gallery, Ciutat de Nova York, EUA.
- 2002 - Traces of War. Hasselblad Center, Göteborg, Suècia.
- 2002 - Traces of War. Mercati di Traiano, Festival Internazionale di Roma, Roma, Itàlia.
- 2004 - Israel and Palestine. Bildens Hus Fotomuseet, Sundsvall, Suècia.
- 2005 - The War of Desires. House of Photography, Moscou, Rússia.
- 2006 - Traces of War. Malmo Museer, Suècia.
- 2006 - Traces. Galleria Santa Cecilia. Roma, Itàlia.
- 2007 - Broken Landscape. Museo di Roma a Trastevere, Itàlia.
- 2007 - Darfur. Holocaust Museum, Berlín, Alemanya.
- 2007 - Double Blind. CVZ Contemporary, Nova York, EUA.
- 2008 - Double Blind. Fovea exhibitions. Nova York, EUA.
- 2008 - As I Was Dying. Leica Galerie, Solms, Alemanya.
- 2008 - Nero Avorio. Casa della Confraternita, Udine, Itàlia
- 2008 - As I was Dying. Rencontres d'Arles, Arles, França.
- 2008 - As I was Dying. Magnum Gallery. París, França.
- 2008 - As I was Dying. Zephyr Weltkulturen Museum, Mannheim, Alemanya.
- 2008 - Paolo Pellegrin. Bonni Benrubi Gallery, Nova York, EUA.
- 2008 - Iraqi Diaspora. Visa pour l'Image, Perpinyà.
- 2008 - As I Was Dying. Western Australian Maritime Museum, Perth, Austràlia.
- 2009 - Black Mountains. Reportage Atri Festival, Itàlia.
- 2010 - Retrospective. Galerie Fait et Cause, París, França.
- 2010 - Paolo Pellegrin. Galerie de l'Instant, París, França.
- 2011 - As I Was Dying. Palacij Ljublijankega Gradu, Ljubljana, Eslovènia.
- 2011 - Paolo Pellegrin. Spazio Forma - Centro Internazionale di Fotografia, Milà, Itàlia.
- 2011 - Paolo Pellegrin Retrospective. Kunstfoyer der Versicherungskammer Bayern, Múnic, Alemanya.
- 2012 - Dies Irae. Maison de La Photographie, París, França.
- 2012 - Paolo Pellegrin. Galerie Italienne, París, França.
- 2012 - Paolo Pellegrin. Magnum Gallery, París, França.
- 2012 - As I was Dying. Städtische Galerie, Iserlohn, Alemanya.
- 2013 - Another Country. Fotografia - Festival Internazionale di Roma. Macro, Roma, Itàlia.
- 2014- As I was Dying. Photobastei. Zuric.
- 2014- Gaza Portraits. Perspektivet Museum. Tromsø, Noruega.
- 2015 - Hafen. Flo Peters Gallery. Hamburg, Alemanya.
- 2015 - Sevla. Fotografia - Festival Internazionale di Roma. Macro, Roma, Itàlia.

### Principals exposicions col·lectives
- 2003 - Exhibitions at Dokument 03. Bildens Hus. fotomuseet. Sundsvall, Suècia.
- 2003 - Confronting Views: Nine Phtographers on the Israeli-Palestinian Conflict - The Photographers' Gallery, Londres, Regne Unit.
- 2004 - 11th Noorderlicht Photofestival 2004. Stichting Fotografie Noorderlicht. Groningen, Països Baixos.
- 2006 - Katrina - An Unnatural Disaster. Noorderlicht Gallery. Groningen, Països Baixos.
- 2006 - Off Broadway. Padiglione d'Arte Contemporanea, Milà, Itàlia.
- 2007 - Euro Visions. Museu Reial de Belles Arts de Bèlgica, Brussel·les.
- 2007 - Indianscope. Maison de la Photographie. Lilla, França.
- 2007 - Degrees of Separation. Michael Mazzeo Gallery. Ciutat de Nove York, EUA.
- 2007 - Vor den Augen der Welt - Museu Jueu de Berlín, Alemanya.
- 2007 - Berlín 1946 - 2006 - Camera Work AG, Berlín
- 2007 - Altri mondi - FotoGrafia. Festival Internazionale di Roma. Roma, Itàlia.
- 2007 - Darfur/Darfur - George Eastman House International Museum of Photography and Film, Rochester, Ciutat de Nove York, EUA.
- 2008 - Disposable People. Hayward Gallery, Londres, Regne Unit.
- 2008 - Access to Life. Corcoran Museum, Washington DC, EUA.
- 2009 - Georgian Spring. Magnum, exposició itinerant: Uferallen, Berlín, Alemanya; Teatro Circo Price, Madrid, Espanya; Palais de Tokyo, París, França.
- 2010 - Haiti Earthquake. Reportage Atri Festival, Atri, Itàlia.
- 2010 - Magnum. Shifting Media. New Role of Photography. C/O Berlín, Alemanya.
- 2010 - Disquieting Images. Triennale di Milano, Milà, Itàlia.
- 2013 - Deutschlandreise. ZEPHYR - Raum für Fotografie in Mannheim. Mannheim, Alemanya.
- 2014 - Congo. Atelier Richelieu, París, França
- 2015 - A occhi aperti. AuditoriumExpo – Auditorium Parco della Musica di Roma. Roma, Itàlia.
- 2015 - Terres dévastées - Festival Photo Peuples et Nature de La Gacilly. La Gacilly, Morbihan, França.
- 2015 - Congo. Magasin Electrique - Rencontres d'Arles 2015. Arles, França.
- 2015 - Speak Truth to Power. Kunst(Zeug)Haus. Rapperswil-Jona, Suïssa.